# Gunhild Kristensen
Gunhild Kristensen (* 6. April 1919 in Leiden; † 21. Januar 2002 in Oosterbeek) war eine niederländische Glasmalerin und Textilkünstlerin.

## Leben und Werk

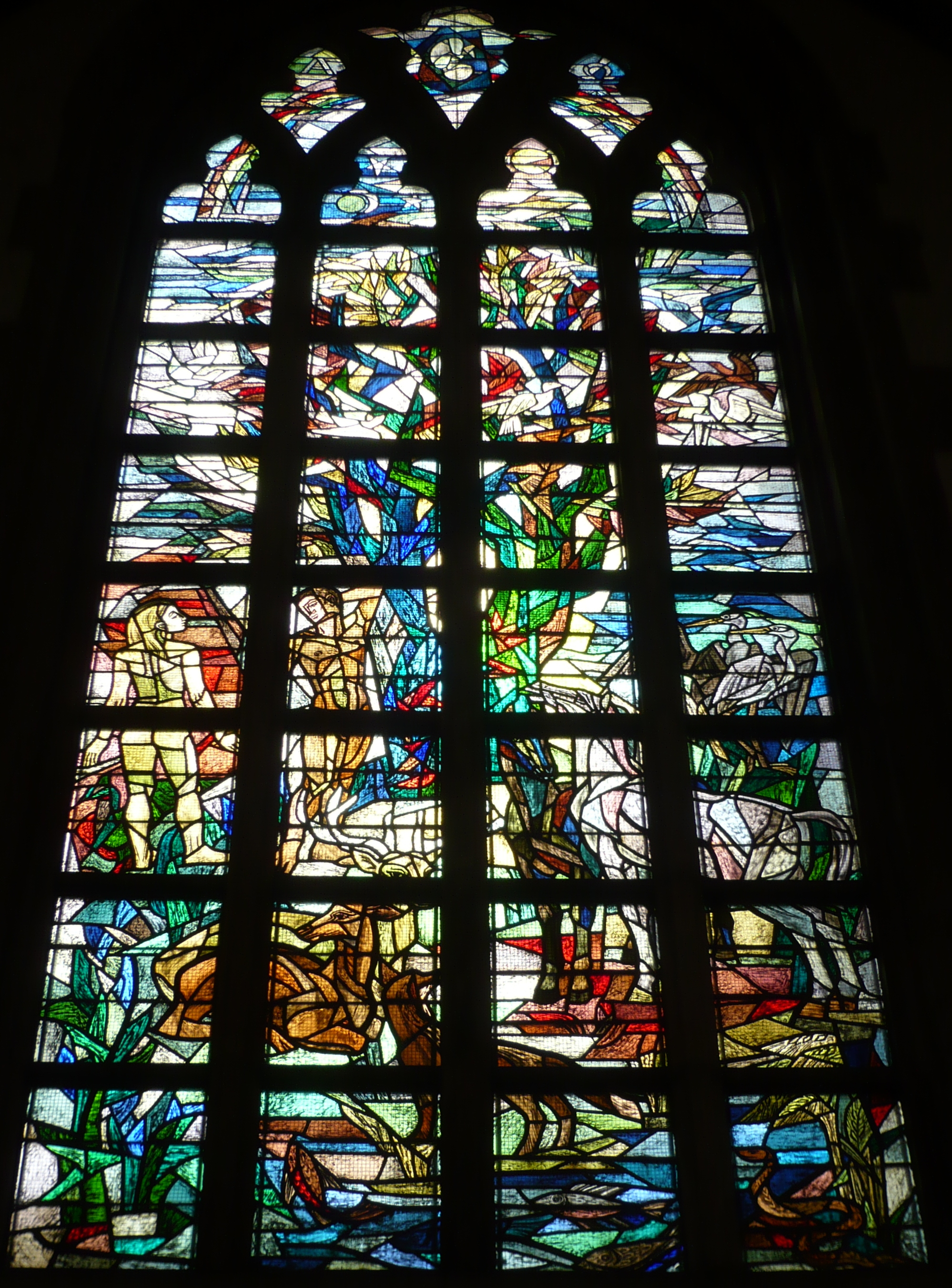
Fenster der Grote Kerk, Haarlem

Gunhild Kristensen wurde am 6. April 1919 in Leiden geboren. Ihr Vater war William Brede Kristensen (1867–1953) Religionswissenschaftler und Professor, norwegischer Abstammung, er wurde 1913 als niederländischer Staatsbürger eingebürgert und ihre Mutter Jacoba Heldring (1892–1984). Sie war das mittlere Kind der Familie und hatte zwei Brüder. Kristensen studierte an der Rijksakademie van beeldende kunsten in Amsterdam. Dort entscheidet sie sich für die von Heinrich Campendonk geleitete monumentale Richtung. Danach bildete sie sich bei Aufenthalten in London und Norwegen weiter. Sie illustriert eine Jugendbibel und reist zur Vorbereitung für diese Arbeit durch Marokko.
In der Zeit des Wiederaufbaus nach dem Zweiten Weltkrieg gestaltete sie viele Buntglasfenster in unterschiedlichen Gebäuden. Dazu gehörten auch Fenster aus geschliffenem Glas. Für die Reformierte Kirche in Drempt entwarf sie in den 1960er Jahren zehn Teppiche. Zu ihren Arbeiten gehörten Wand- oder Bodenteppiche und Wandapplikationen für Rathäuser und andere Gebäude.
Für ihre Werke wählte sie oft christlich-religiöse Themen. 1967 erhielt sie den Kulturpreis der Gemeinde Arnheim. 1968 heiratete sie Johannes Hans Volkenborn (1904–1987), mit dem sie nach Venezuela zog. Nach seinem Tod ließ sie sich in Oosterbeek nieder. Sie ist auch als Gunhild Volkenborn und Gunhild Volkenborn-Kristensen bekannt.
Gunhild Kristensen starb am 21. Januar 2002 in Oosterbeek. Auf Wunsch der Familie übernahm das Museum Veluwezoom ihr künstlerisches Erbe.
Nach ihrem Tod wurden in der Laurenskerk in Rotterdam zwei noch fehlende Buntglasfenster eingesetzt. Das erste Fenster wurde bereits in den 1960er Jahren gefertigt und montiert. Zwei weitere wurden ebenfalls zu der Zeit entworfen, jedoch nicht gefertigt. Alle drei Fenster zeigen die Pfingstgeschichte. Warum zunächst nur ein Fenster montiert wurde, ist unklar, evtl. war Kristensen mit der Arbeit nicht zufrieden, aber es kann auch sein, dass der Kirchenvorstand damals dem Druck strenggläubiger Menschen nachgegeben hat und auf den Entwurf einer Frau verzichtete. Die Entwürfe wurden in ihren Archiven gefunden und in Absprache mit der Familie realisiert. Die Gemeinde hatte dafür mehrere Jahre Gelder gesammelt.

## Objekte (Auswahl)
- Buntglasfenster (1947) für die Villa Rijnheuvel in Oosterbeek
- Buntglasfenster (1953) im Südschiff des Sint-Catharinakerk in Zevenbergen
- Verglasung der Kapelle (1954) auf Anwesen Beukbergen in Huis ter Heide
- Mosaik- und Buntglasfenster (ca. 1955) für die Noorderkerk in Bilthoven
- Adam en Evaraam (1957) für die St.-Bavo-Kirche in Haarlem
- Buntglasfenster (1958) für die Koningin Wilhelmina Kweekschool in Rotterdam
- Buntglas (1958) für die Nederlands Hervormde Kerk in Kockengen
- Buntglas (1959) für die Sint-Barbarakerk in Bunnik
- Buntglas (1959) für die Nederlands Hervormde Kerk in Sirjansland
- Sechs handgeknüpfte Teppiche über die Schöpfung (ca. 1959) für die Diaconessenkerk in Arnhem
- drei Fenster (1965, teilweise platziert in 2017) die das Pfingstereignis darstellen, für die Laurenskerk in Rotterdam
- Entwurf für zehn Wandteppiche (1964) für die Sint-Joriskerk in Drempt
- Mosaik zu Psalm 127 (1966) für die Christelijke Technische School, Sprengenweg, in Apeldoorn
- Entwurf für einen Teppich von 110 m² (1967) für den Ratssaal des neuen Rathauses in Arnheim. Die Arbeiten wurden von 300 Frauen durchgeführt.